# تیری موکوتا
تیری موکوتا (انگلیسی: Thierry Mukuta؛ زادهٔ ۵ ژانویهٔ ۱۹۸۹) بازیکن فوتبال اهل فرانسه است.
وی همچنین در تیم‌های ملی فوتبال جمهوری دموکراتیک کنگو بازی کرده‌است.